# Наивно сликарство Словака у Србији
Наивно сликарство Словака у Србији је део ликовне уметности Словачке националне мањине у Србији уписано на листу нематеријалне културне баштине, којом се током друге половине 20. века претежно на простору Војводине почело да бави 60 словачких уметника, од тога 46 родом из Ковачице.
Рођени у земљи Србији као мањина Словаци су свакодневно, што скривено, што јавно, што намерно, што ненамерно, били изложени одређеним психичким пресијама и много дубље су осећате све неправде и сумње које су изрекнуте или написане о мањинама у Југославији и Србији. У таквим условима они су настојали да сачувају свој културни идентитет и на томе су непосредно радили једним делом и у наивном сликарству. И тако је временом њихово ликовно стваралаштво постало схваћено, признато и прихваћено од већински народа у Југославији и Србији као део своје културне баштине. Наивно сликарство Словака у Србији уврштено је у Национални регистар Нематеријалног културног наслеђа Србије.

## Статус нематеријалног културног наслеђа Србије
У протеклих 60 година (1952—2012) наивно сликарство Словака рођених у Србији прво је било оспоравано, после превише хваљено, па поново оспоравано, да би 18. јуна 2012. године било уписано у Национални регистар нематеријалног културног наслеђа Србије, као део културне баштине Србије.
Наивно сликарство Словака је, одлуком Националног комитета за нематеријално културно наслеђе Србије од 18. јуна 2012. године, уписано у Регистар нематеријалног културног наслеђа Републике Србије, а на предлог Фонда „Међународни етно центар Бабка”, Ковачица и Општине Ковачица.
Листу Словачко наивно сликарство у Србији чине 63 сликара, најстарији сликар је рођен 1906. године а најмлађа сликарка је рођена 1992. године. Заједничко свим овим сликарима је да су самоуки, и да су рођени у Србији – Војводини, а матерњи језик им је словачки.
Децембра 2024. године, наивно сликарство Словака у Србији уврштено је у Унескову листу светске културне баштине.

## Историја
Словаци у Републици Србији су званично призната национална мањина, чија национална права у домену културе, образовања, информисања, као и службене употребе језика су званично призната. Они су населили Војводину у осамнаестом и деветнестом веку са територије данашње Словачке. Досељавање на територију данашње Војводине Словаци су обавили у неколико таласа, почевши од средине 18. века.
Прве групе припадника словачког народа из области око Татре доселиле су се у тадашњу јужну
Угарску, тј. у јужну Бачку за време владавине Карла VI.
Око 1720. године прво су се населили у Бајши, Бачком Петровцу и Футогу, а за време Марије Терезије 1742. године у Бездану.
До почетка 19. века населили су нека места у Банату и Срему, у коме се 120 породица 1760. населило у Селенчи, али су се касније неки од њих преселили у Стару Пазову. Ковачица је 1752. године додељена управи Потиско-поморишке Војне границе. Међутим, напори да се она насели дуго су били безуспешни. Након што су представници Словака из Ечке упутили 1802. године молбу Францу I да им се уступи пустиња звана Ковачица, цар је дао сагласност за њихово насељавање 1803. године и организовано комплетно пресељавање Словака из Ечке.
У новој средини Словаци су основали властита села, или су насељавали већ основана насеља у којима су живели Срби, Немци, Мађари, Румуни и други народи. Ипак, у свим миграцијама они наилазе на опустошену земљу, чијем ће се одгајању посветити кроз неколико генерација. Досељеничке заједнице биле су етнички прилично хетерогене, тако да је очување сопствених културних традиција и друштвених норми које су донели из претходне домовине имало приоритет у свакодневном животу. И поред тога што се досељено словачко становништво брзо прилагођавало новим условима живота, оно је доласком у војвођанску равницу пренело са собом и део своје духовне и материјалне културе, која их је по својим особеностима одвајала од затеченог становништва.
Културни живот словачке националне мањине изузетно је богат. Наивно сликарство представља доминантну област културе Словака на тлу данашње Србије по којој је словачка национална заједница позната и на међународној сликарској сцени.
Наивно сликарство Словака је незванично започело да се развија 1939. године. У том периоду сликари су махом копирали мотиве са разгледница и календара, сликајући све оно чега није било у Војводини. Временом су градили сопствене стилове, па данас уметници стварају јединствене мотиве са мноштвом боја и детаља.
У већини случајева занимање Словака стваралаца наивне уметности није сликарство већ пољопривреда. Само је мањи број сликара био посвећен превасходно сликарству. Зато се може рећи да је једна од главних карактеристика словачких наивних сликара (или самоуких, изворних сликара) одсуство академског уметничког образовања.
Током друге половине 20. века наивним сликарством у Србији бавило се 60 словачких уметника (26 женског и 34 мушког пола). Од тога родом из Ковачице је 46, из Падине 10, из Војловице 2, из Бачког Петровца 1.
Како по бројности доминирају наивни сликари у Ковачици, којих данас по месту живљења има 30, Ковачица представља и својеврсан феномен.

## Фазе у развоју словачког наивног сликарства
Према Павелу Бабки словачко наивно сликарство у Србији, пре свега у односу према тржишту прошло је кроз три фазе: 
Прва фаза (од 1952 до 1957)
у овој фази није продата ниједна слика, јер сликари нису ни помишљали о продаји јер су слике стварали искључиво ради свог личног задовољства. 
Друга фаза (70-е године 20. века)
Овај период који је представља врхунац наивног сликарства у Југославији, одразио се и на наивно сликарство Словака у Србији, пре свега оних из Ковачице.
Трећа фаза (од 90-тих година 20. века до данас)
У овој фази која траје до данас, иако је на први поглед код Словака дошло до опадања интересовања за наивно сликарство, оно ипак постоји, посебно у иностранству.

## Мотиви на сликама наивних сликара Словака
У првом периоду на сликама наивних словачких сликара доминирало је обиље мотива из народног живота на селу, у коме је село најчешће приказивано онако како су га наивни сликари запамтили, како су им то старији сељани пренели или онако како га они виде у својој машти.
Како земљорадња и сточарство представљају главна занимања међу Словацима наивним сликарима, најчешћи мотиви на сликама управо у они повезани с њима. И док је Мартин Јонаш представљао људе с несразмерно малим главама и пренаглашено великим рукама и ногама, да би истакао напоран рад на селу., на сликама других аутора преовлађују пејзажи, а нешто ређе је приказан ентеријер.
Чест мотив су традиционални послови у кући и на плодној Војвођанској земљи (орање, жетва и сл.) и стари занати. Има и доста мотива са народном архитектуром: куће од цигли, тзв. набијени земљани зидови, орнаментално украшавање фасада.
У зависности од годишњих доба у којима су настајале на сликама су приказани различити послови. Тако нпр. према запажању Емилије В. Церовић, ковачички сликари имају чешће мотиве свог села под снегом него што је то случај код наивних сликара припадника других етничких заједница Могуће је да је један од разлога који утиче на избор зиме као мотива за сликање и то што сликају управо највише зими, када у селу има најмање пољопривредних и других послова ван куће и окућнице.
Како су током друге половине 20. века, шире друштвено-политичких промена у Србији, све до данашњих дана, утицале на битне промене у животу на селу, мењала се и сликарска тематика у наивном сликарству Словака. Променили су се не само начини сликања, већ и мотиви. Боје које „вриште”, и које су прославиле Словачке наивне уметнике, полако су се изгубиле. На то је утицао и начин облачења који се променио - приликом избора гардеробе на сликама се прате модни трендови, усклађују се тонови, и све чешће уместо народне ношње носе фармерке и панталоне, у даху нових времена која су овладала и код Словака у Србији.
Трендове, у избору мотива данас диктирају и купци слика, међу којима доминирају амбасадори у Србији, па је у наредном периоду неопходно уложити доста труда у промоцију и заштиту традиционалног наивног сликарства, и осликавању старих предмета, као што су шамлице и огледала које је постало све популарније.

## Најзначајнији сликари наиве и наивни сликари
| Сликари наиве  | Биреш, Михал · Бобош, Владимир · Јонаш, Мартин · Књазовиц, Јан · Котваш, Ана · Стракушек, Јан |
| Наивни сликари | Бачур, Јан · Цицка, Павел · Цизик, Алжбета · Глозик, Јан · Хајко, Павел · Халупова, Зузана · Хавјар, Јозеф · Хусарик, Ева · Карлечик-Северини · Књазовиц-Мијаиловић, Ана · Ленхарт, Ана · Марков, Мартин · Палушка, Мартин · Поволна, Михал · Сокол, Јан · Варга, Штефан · Вењарски, Јан · Вењарски, Ондреј · Вереска, Зузана · Жолнај, Јан · |

- Зузана Халупова, најпознатија наивна сликарка из Ковачице
- Зузана Халупова

- Јан Глозик
- Мартин Јонаш
- Јан Књазовић
- Владимир Бобош